# Андрей Громико
Андре́й Андре́евич Громи́ко (на руски: Громыко) е беларусин, виден съветски дипломат и политик, най-дълго време заемал поста министър на външните работи на СССР.

## Биография

### Произход
Роден е в Гомелски уезд, Могильовска губерния (днес Гомелска област) на тогавашната Руска империя. Произхожда от семейство на заводски работник, наследник на местен род на шляхтата.

### Образование и научна кариера
Учи в професионално училище и техникум в Гомел. Завършва Минския селскостопански институт (1932) и аспирантура във Всесъюзния научноизследователски институт по икономика на селското стопанство (1936) в Москва.
Старши научен сътрудник от 1936 г. в Института по икономика на АН на СССР, после става негов научен секретар. Доктор на икономическите науки (1956).

### Дипломатическа кариера
От 1939 г. е на дипломатическа работа в Нарком-а по външните работи на СССР, преобразуван в Министерство на външните работи.
През 1944 г. възглавява съветската делегация на конференцията в Дъмбартън Оукс, гр. Вашингтон, САЩ за създаване на ООН, както и през 1945 г. на конференцията в Сан Франциско, когато подписва Устава на ООН от името на СССР. Оказва голямо влияние на развитието на съветската дипломация. Наричан е г-н Не заради твърдата си политика спрямо Запада по време на Студената война.
Заема редица отговорни постове в дипломацията и държавното управление на страната:
- посланик във Вашингтон, САЩ, 1943 – 1946
- постоянен представител в ООН, Ню Йорк, 1946 – 1948
- заместник-министър на външните работи, 1946 – 1949
- първи заместник-министър на външните работи, 1949 – 1952
- посланик в Лондон, Обединеното кралство, 1952 – 1953
- първи заместник-министър на външните работи, 1953 – 1957
- министър на външните работи, 1957 – 1985
- първи заместник министър-председател, 1983 – 1985

### Политическа кариера
Избран е за кандидат-член (1952) и член (1956 – 1989) на ЦК на КПСС, член на Политбюро на ЦК на КПСС (1973 – 1988).
Депутат във Върховния съвет на СССР (1946 – 1950 и 1958 – 1989). Заема най-високия държавен пост в страната (формално държавен глава) - председател на Президиума на Върховния съвет на СССР (1985 – 1988).

## Награди
Герой на социалистическия труд (1969, 1979), носител на ордените „Ленин“ (7 пъти), Орден на Трудовото червено знаме и „Знак на почит“, а също и на Ленинска премия (1982), Държавна награда на СССР (1984), медали, орден „Слънцето на Перу“.
Пенсионира се през октомври 1988 г. Погребан е в Новодевичето гробище в Москва.